# Heiko Herrlich
Heiko Herrlich (* 3. Dezember 1971 in Mannheim) ist ein ehemaliger deutscher Fußballspieler und heutiger -trainer. Er spielte von 1989 bis 2004 258-mal in der Bundesliga für Bayer 04 Leverkusen, Borussia Mönchengladbach und Borussia Dortmund und erzielte 76 Tore. Für die A-Nationalmannschaft kam er 1995 zu fünf Einsätzen, nachdem er zuvor in verschiedenen Jugendauswahlen des DFB aktiv gewesen war.
Nach seiner aktiven Karriere übernahm er Trainertätigkeiten für verschiedene Jugendmannschaften in Vereinen und des DFB. Im Herren-Bereich trainierte er hauptverantwortlich den VfL Bochum, die SpVgg Unterhaching, Jahn Regensburg, Bayer 04 Leverkusen und den FC Augsburg. 

## Karriere als Spieler
Herrlich wuchs im südbadischen Kollnau auf und spielte als Jugendlicher unter anderem beim SC Freiburg.

### Bayer 04 Leverkusen
Zur Saison 1989/90 wurde er vom Bundesligisten Bayer 04 Leverkusen verpflichtet. Sein Bundesligadebüt gab er im Alter von 17 Jahren am 5. Spieltag gegen den Karlsruher SC, als er zehn Minuten vor Spielschluss von Trainer Jürgen Gelsdorf für Marek Lesniak eingewechselt wurde. Das Spiel endete 1:1. In seinem ersten Profijahr kam Herrlich auf 16 Ligaeinsätze, vorwiegend als Einwechselspieler. Sein erstes Spiel über die gesamten 90 Minuten hatte der damals 18-Jährige am 32. Spieltag bei der 0:2-Niederlage gegen Fortuna Düsseldorf.
In der Folgesaison kam Herrlich auf mehr Einsätze und erzielte beim 2:2 gegen Eintracht Frankfurt seinen ersten Bundesligatreffer. In der Spielzeit 1991/92 kam Herrlich zu 28 Einsätzen und erzielte dabei drei Treffer. Allerdings war er nie Stammspieler: 24-mal wurde er ein- bzw. ausgewechselt. Auch im Folgejahr konnte er weder Ulf Kirsten noch Andreas Thom als Stürmer aus der Startelf verdrängen. Im DFB-Pokal erreichte die Mannschaft in der Spielzeit 1992/93 das Finale, wo sie die Amateure von Hertha BSC mit 1:0 besiegte. Es war der erste nationale Titel Herrlichs. Allerdings wurde er im Finalspiel nicht eingesetzt.

### Borussia Mönchengladbach
Mitte 1993 wechselte Herrlich zu Borussia Mönchengladbach. In seinem ersten Jahr war er vereinsintern mit acht Treffern zusammen mit Martin Max und Karlheinz Pflipsen zweitbester Schütze hinter Martin Dahlin. Mit 65 Toren stellte die Mannschaft in dieser Saison die zweitbeste Offensive der Liga und erreichte den zehnten Platz.
Ein Jahr später war Herrlich der beste Schütze seiner Mannschaft und erhielt mit 20 erzielten Treffern den Titel des Torschützenkönigs, den er sich mit Mario Basler von Werder Bremen teilte. Die Mannschaft verbesserte sich auf den fünften Platz und qualifizierte sich für den UEFA-Pokal. Im DFB-Pokal erzielte Herrlich in sechs Spielen bis zum Finale sechs Tore; sowohl im Viertelfinale beim 3:2-Sieg gegen den FC Schalke 04 als auch im Halbfinale beim 1:0-Erfolg n. V. gegen den 1. FC Kaiserslautern schoss Herrlich die entscheidenden Treffer seiner Mannschaft. Auch im Endspiel gegen den VfL Wolfsburg erzielte er einen Treffer beim 3:0-Sieg. Damit gewann er den Titel zum zweiten Mal.

### Wechselaffäre
Im Jahr 1995 wollte Herrlich trotz eines laufenden Vertrags vorzeitig von Mönchengladbach nach Dortmund wechseln und berief sich dabei auf eine angebliche mündliche Zusage des damaligen Mönchengladbacher Managers Rolf Rüssmann. Dieser bestritt jedoch, eine solche Zusage gemacht zu haben. Herrlich verweigerte daraufhin das Training bei seinem Arbeitgeber und hielt sich stattdessen zwischenzeitlich beim damaligen Zweitligisten SC Fortuna Köln fit. Er ließ jedoch davon ab, als er auf das Thema der ungeklärten Versicherungsfragen aufmerksam gemacht wurde. Mönchengladbach bestand auf die Vertragserfüllung und es kam zu einem Arbeitsgerichtstermin, in dem der Richter den Spieler an seine Vertragspflicht erinnerte, ohne allerdings bereits ein Urteil zu fällen. Herrlich verweigerte jedoch weiter die Arbeit in Mönchengladbach. Unter Vermittlung des DFB einigten sich schließlich Mönchengladbach und Dortmund auf einen Transfer und die höchste innerdeutsche Ablösesumme, die bis dahin gezahlt worden war, etwa elf Millionen DM.

### Borussia Dortmund

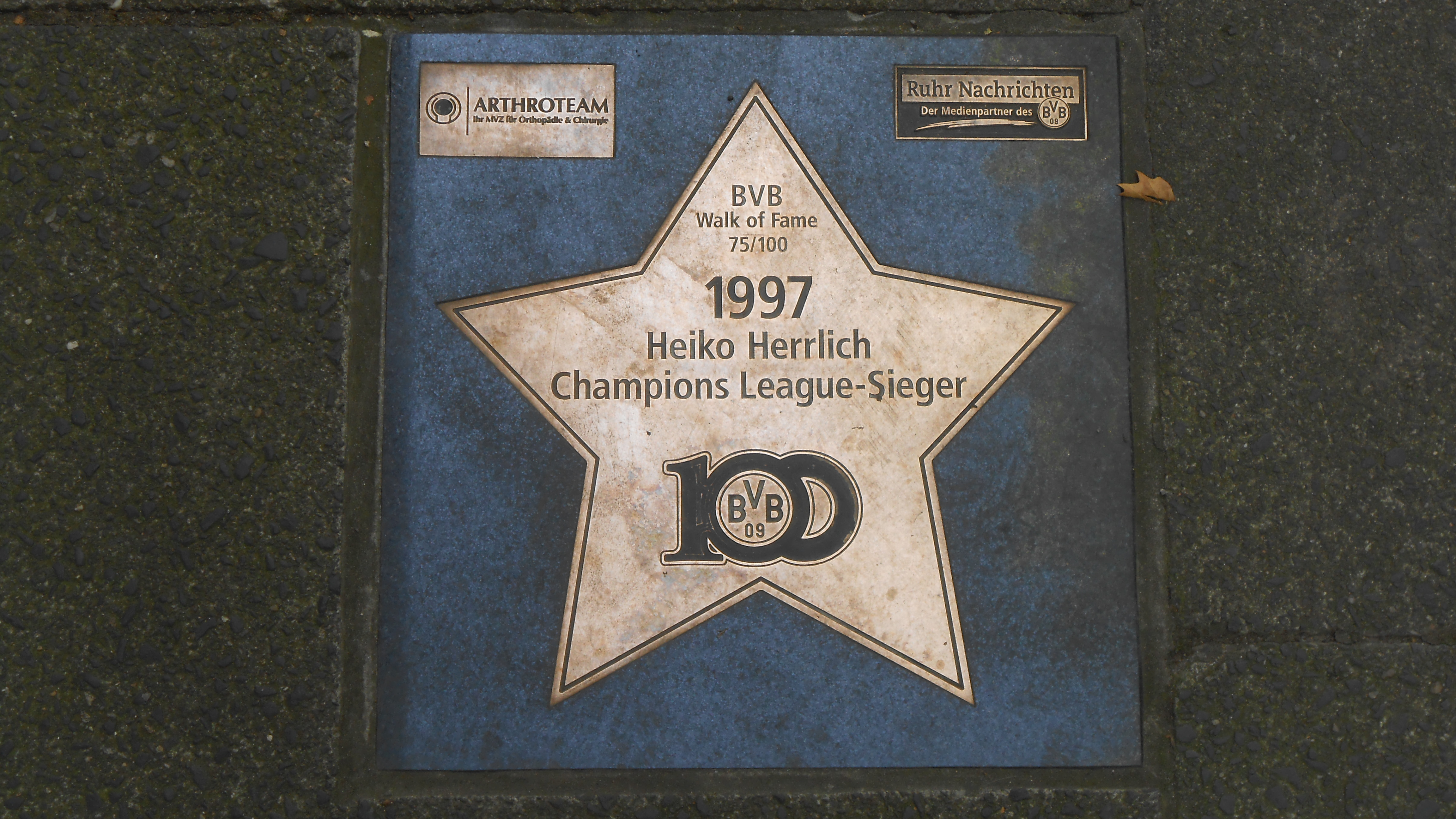
Heiko Herrlichs Stein auf dem
BVB Walk of Fame

In seinem ersten Jahr als Dortmunder kam Herrlich, unter anderem wegen Verletzungen, nur zu 16 Einsätzen. Mit sieben Treffern war er jedoch gleichauf mit Karl-Heinz Riedle bester Angreifer des BVB. Dortmund verteidigte seinen im Vorjahr errungenen deutschen Meistertitel, Herrlich gewann damit seine erste Meisterschaft. In der Saison 1996/97 kam er auf acht Bundesliga-Tore, davon sieben in der Hinrunde. Beim 3:1-Sieg gegen Juventus Turin im Finale der Champions League wurde er unmittelbar nach Juventus’ Anschlusstreffer in 67. Minute für den zweimaligen Torschützen Riedle eingewechselt.
Die Saison 1997/98 bestritt Herrlich als Stammstürmer. Beim Weltpokalgewinn Dortmunds gegen Cruzeiro Belo Horizonte erzielte er in 85. Minute den 2:0-Endstand. Wie in seiner ersten Saison für Dortmund erzielte er in der Bundesliga sieben Treffer. Mehr Tore wurden auch diesmal durch eine Verletzung verhindert, die ihn die Schlussphase der Saison beinahe komplett verpassen ließ. Auch in der Hinrunde der folgenden Saison verhinderten regelmäßige Verletzungen, dass Herrlich seinen Platz in der Startelf zurückgewinnen konnte. In der Rückrunde blieb er von Verletzungen verschont und erzielte als Stammspieler sechs Tore.
Im Herbst 2000 beendete die Diagnose eines Hirntumors die Saison 2000/01 für Herrlich. Obwohl er am elften Spieltag sein letztes Spiel bestritten hatte, blieb er mit sieben Saisontoren bis zum 28. Spieltag der Saison weiterhin bester Torschütze des Vereins.
Am 15. September 2001, dem 6. Spieltag der folgenden Saison, gab Herrlich nach fast einjähriger Auszeit im Revierderby gegen den FC Schalke 04 sein Comeback, als er in der 77. Minute eingewechselt wurde. Er wurde dabei auch von Fans des FC Schalke 04 mit Applaus empfangen. Knapp zwei Monate nach seiner Rückkehr verlängerte Borussia Dortmund Herrlichs Vertragslaufzeit, wie schon während seiner Erkrankung angekündigt, bis 2005. Ebenfalls im November sicherte Herrlich in der Nachspielzeit des Hinspiels der 3. Runde des UEFA-Pokals, in der er erst zur Halbzeit eingewechselt worden war, seinem Verein einen 1:0-Sieg über den FC Kopenhagen. Das Rückspiel gegen Kopenhagen blieb aber sein letzter internationaler Einsatz in der Saison, die für Dortmund im Finale des UEFA-Pokals mündete. Die Bundesliga-Saison 2001/02 endete für Herrlich mit dem erneuten Gewinn der Deutschen Meisterschaft.
In den Spielzeiten 2002/03 und 2003/04 kam Herrlich nur noch zu fünf weiteren Bundesliga-Einsätzen. Sein Treffer gegen den FC Bayern München in seinem letzten Spiel vor seiner Krebserkrankung sollte sein letzter Bundesligatreffer bleiben. Dafür absolvierte Herrlich in den beiden Jahren noch 17 Spiele für die zweite Mannschaft des Vereins, wobei er insgesamt vier Treffer erzielte. Anfang April 2004 beendete Herrlich schließlich seine Karriere als Spieler. Sein noch ein weiteres Jahr laufender Vertrag mit Borussia Dortmund wurde aufgelöst.

### Nationalmannschaft
Im Jahr 1995 trug er fünf Mal das Trikot der deutschen Nationalmannschaft und erzielte einen Treffer. Sein Debüt für den DFB gab er am 29. März 1995 gegen Georgien. Beim 2:0-Sieg stand er über die volle Spielzeit auf dem Platz. Nach dem Spiel äußerte sich Jürgen Klinsmann wie folgt zum Debüt Herrlichs: „Mein Nebenmann Heiko Herrlich hat sich bei seinem Debüt abgerackert, war aber etwas unglücklich im Abschluss.“
Einen Monat später, beim 1:1 gegen Wales, erzielte Herrlich in der 42. Minute den Ausgleichstreffer und damit sein erstes und einziges Tor für die deutsche Auswahl. Im Rückspiel am 11. Oktober absolvierte er sein letztes Spiel für die Auswahl. Alle fünf Einsätze absolvierte Herrlich in Qualifikationsspielen zur EM 1996. Wegen Verletzungen verpasste er die Berufung in den Turnierkader.

## Krankheit
Im Herbst 2000 wurde bei Herrlich ein bösartiger Gehirntumor (Germinom im Mittelhirn) festgestellt, der erfolgreich per Strahlentherapie bekämpft werden konnte. Im Jahr 2001 bestritt Herrlich sein Comeback in der Bundesliga, erreichte aber nicht mehr die Form vergangener Tage und beendete 2004 nach weiteren Verletzungen seine Laufbahn als Fußballprofi.
Im Jahr 2020 musste Heiko Herrlich wegen eines Pneumothorax operiert werden.

## Karriere als Trainer

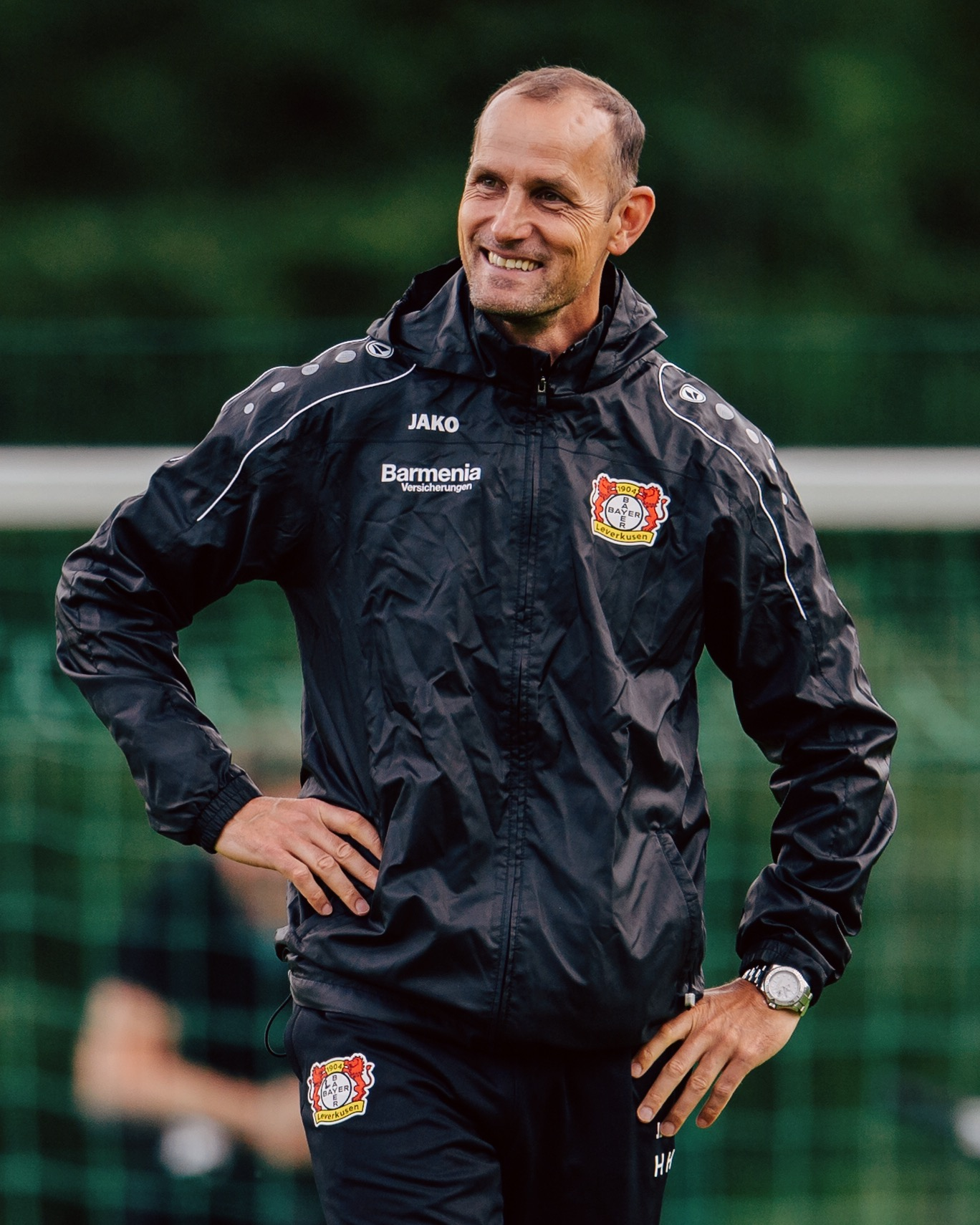
Herrlich als Trainer von Bayer 04 Leverkusen, 2017

Im Jahr 2005 erwarb Herrlich seine DFB-Trainerlizenz und war seitdem A-Jugend-Trainer bei Borussia Dortmund. Er gewann als Trainer mit der A-Jugend des BVB im Jahr 2007 nach einem 8:7 gegen den Ruhrgebietsrivalen FC Schalke 04 den Westfalenpokal.
Am 1. Juli 2007 übernahm Herrlich die Funktion des U17-Auswahltrainers innerhalb des DFB. Mit der U17 wurde er bei der WM 2007 in Südkorea Dritter, das bis dahin beste Ergebnis einer deutschen U17- (bzw. U16-)Nationalauswahl seit dem Finaleinzug 1985 in China. Im August 2008 übernahm er als Trainer die U19-Junioren. Anfang des Jahres 2009 wurde Herrlich als Nachfolger von Dieter Eilts gehandelt, um die U21-Auswahl zu trainieren. Herrlich lehnte diese Offerte ab mit der Begründung, sich auf die U19 konzentrieren zu wollen.
Ab dem 27. Oktober 2009 war Herrlich Cheftrainer beim VfL Bochum in der Bundesliga. Nach dem Sturz auf Rang 16 wurde Herrlich am 29. April 2010, zwei Tage vor dem vorletzten Spieltag der Saison 2009/10, entlassen. Zur Spielzeit 2011/12 übernahm er den Trainerposten bei der SpVgg Unterhaching, bei der er aufgrund bestehender Arbeitsverträge erst ab dem 1. September 2011 das Training leitete. Zum Ende der Saison 2011/12 trat er aus privaten Gründen zurück.
Zur Saison 2013/14 übernahm Herrlich die U17-Mannschaft des FC Bayern München. Diese trainierte er bis zum Ende der Saison 2014/15.
Am 20. Dezember 2015 wurde Herrlich Trainer beim SSV Jahn Regensburg. 2016 stieg er mit der Mannschaft in die 3. Liga, in der Folgesaison 2017 direkt in die 2. Liga auf.
Von Juli 2017 bis Dezember 2018 war Herrlich Cheftrainer bei Bayer 04 Leverkusen. Die Saison 2017/18 beendete man auf dem fünften Tabellenplatz und qualifizierte sich hierüber für die Europa League 2018/19. Die Mannschaft schloss die Europa-League-Gruppenphase mit 13 Punkten auf dem ersten Tabellenplatz ab. Im nationalen Pokalwettbewerb fuhr man zwei Siege ein und erreichte das Achtelfinale. In der Bundesliga erspielte man sich 24 Punkte und schloss die Hinrunde auf dem neunten Tabellenplatz ab, wobei man jedoch vier Niederlagen mehr als zum gleichen Zeitpunkt der Vorsaison hinnehmen musste.
Obwohl seine Mannschaft 16 Punkte aus den letzten 7 Bundesligaspielen holte und die Europa-League-Gruppenphase auf dem ersten Rang abschloss, erklärte der Verein am Tag nach dem letzten Hinrundenspiel gegen Hertha BSC, das Herrlichs Mannschaft mit 3:1 gewonnen hatte, dass Herrlich von seiner Aufgabe als Cheftrainer entbunden worden sei. Die Vereinsführung habe „eine Stagnation in der Entwicklung des Teams“ in Kombination mit einer „insgesamt nicht befriedigenden Halbserie“ erkannt.
Am 10. März 2020 präsentierte der FC Augsburg Herrlich als neuen Cheftrainer. Er folgte auf Martin Schmidt, der den Verein auf dem 14. Platz liegend verlassen musste, wobei der Vorsprung auf den Relegationsplatz 5 Punkte betrug. Noch bevor Herrlich bei einem Spiel an der Seitenlinie stehen konnte, wurde die Saison 2019/20 aufgrund der COVID-19-Pandemie vor dem 26. Spieltag, der vom 13. bis 16. März stattgefunden hätte, unterbrochen. Die Saison schloss er mit der Mannschaft schließlich auf dem 15. Platz ab. Ende April 2021 trennte sich der Verein nach nur einem Punkt aus den letzten 4 Spielen von Herrlich. Die Mannschaft stand zu diesem Zeitpunkt nach dem 31. Spieltag der Saison 2020/21 auf dem 13. Platz, wobei der Vorsprung auf den Relegationsplatz 4 Punkte betrug.
Anfang Januar 2025 übernahm Herrlich zum zweiten Mal in seiner Karriere die SpVgg Unterhaching. Diese stand nach der Hinrunde der Saison 2024/25 auf dem letzten Platz der 3. Liga und hatte sechs Punkte Rückstand auf einen Nicht-Abstiegsplatz. Nach nur fünf Punkten aus neun Spielen trennte sich der Verein während der Länderspielpause im März 2025 aufgrund „unterschiedlichen Auffassungen in Bezug auf die sportliche Ausrichtung“ wieder von ihm. Der Rückstand auf einen Nicht-Abstiegsplatz war zehn Spiele vor dem Saisonende auf 16 Punkte bei einem deutlich schlechteren Torverhältnis angewachsen, wobei die Konkurrenz ein Spiel mehr absolviert hatte.

## Titel

### Als Spieler
International
- Champions-League-Sieger: 1997 (Borussia Dortmund)
- Weltpokalsieger: 1997 (Borussia Dortmund)

National
- Deutscher Meister (2): 1996, 2002 (beide Borussia Dortmund)
- Deutscher Pokalsieger: 1995 (Borussia Mönchengladbach)

Individuell
- Torschützenkönig der Bundesliga: 1995 (mit Mario Basler)
- Torschützenkönig des DFB-Pokals: 1995

### Als Trainer
- Aufstieg in die 2. Bundesliga: 2017 (SSV Jahn Regensburg)
- Aufstieg in die 3. Liga: 2016 (SSV Jahn Regensburg)
- Meister der Regionalliga Bayern: 2016 (SSV Jahn Regensburg)
- Bayerischer Landespokalsieger: 2012 (SpVgg Unterhaching)

## Soziales Engagement
Herrlich ist Botschafter der Kampagne „Bewegung gegen Krebs“ des Deutschen Olympischen Sportbunds, der Deutschen Sporthochschule Köln, des Deutschen Behindertensportverbands und der Stiftung Deutsche Krebshilfe. Er begründet sein Engagement für die gemeinnützige Gesundheits-Kampagne: „Weil ich Krebspatienten, die in der gleichen Situation wie ich damals sind, motivieren möchte, körperlich aktiv zu sein“. Herrlich engagierte sich außerdem als Botschafter für die Fußball-Weltmeisterschaft 2006 der Menschen mit Behinderung in Deutschland.
Im Film Und vorne hilft der liebe Gott von David Kadel aus dem Jahr 2016 nimmt Herrlich die Funktion eines Hauptdarstellers ein.